# Louise Brealey

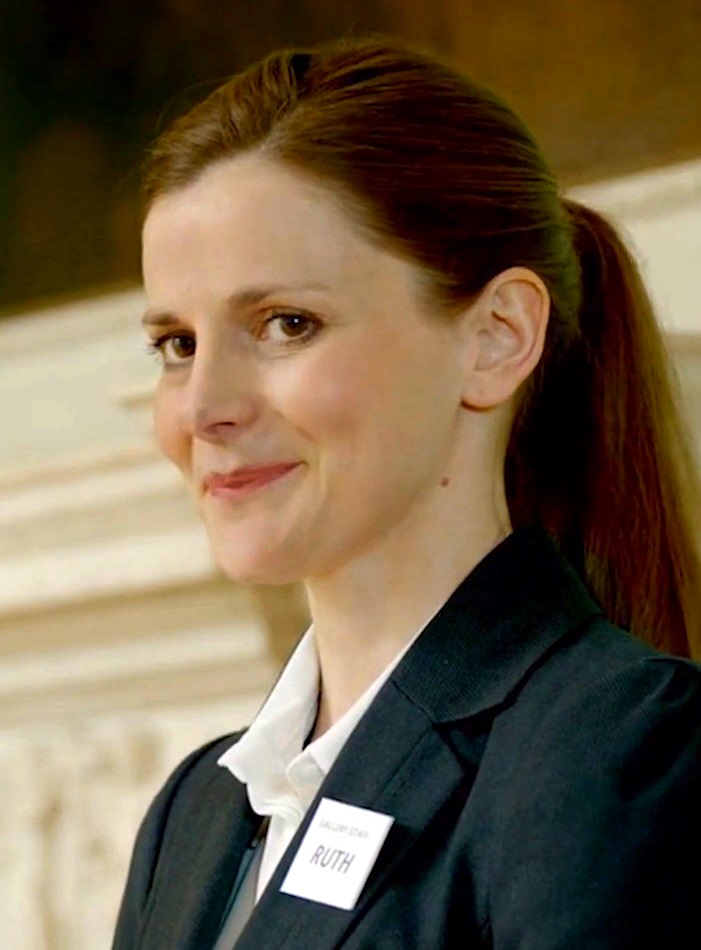
Louise Brealey (2014)

Louise „Loo“ Brealey (* 27. März 1979 in Bozeat, Northamptonshire, England) ist eine britische Schauspielerin, Drehbuchautorin und Filmproduzentin. Sie erlangte vor allem durch die Rolle der Molly Hooper in der britischen Fernsehserie Sherlock Bekanntheit.

## Leben und Karriere
Brealey studierte Geschichte an der University of Cambridge und lernte für ein Jahr Schauspiel am Lee-Strasberg-Institut in New York.
Von 2002 bis 2004 spielte Brealey in der britischen Fernsehserie Casualty die Rolle der Roxanne Bird. 2005 spielte sie in der britischen Miniserie Bleak House – neben Gillian Anderson und Carey Mulligan – die Rolle der Judy. Im selben Jahr spielte sie im britischen Fernsehfilm The English Harem die Rolle der Suzy. 2010 spielte sie im britischen Comedy-Drama Reuniting the Rubins – neben Rhona Mitra, Timothy Spall und James Callis – die Rolle der Miri Rubins. Von 2010 bis 2017 spielte sie in der britischen Serie Sherlock die Rolle der Molly Hooper. 2011 spielte sie im Comedy-Drama-Film Best Exotic Marigold Hotel – neben Judi Dench, Bill Nighy und Tom Wilkinson – eine Nebenrolle.

## Filmografie (Auswahl)
- 2002–2004: Casualty (Fernsehserie, 96 Episoden)
- 2005: Bleak House (Fernsehserie, 8 Episoden)
- 2005: The English Harem (Fernsehfilm)
- 2006: Mayo (Fernsehserie, 8 Episoden)
- 2007: Green (Fernsehfilm)
- 2008: Hotel Babylon (Fernsehserie, Episode 3x07)
- 2010: Reuniting the Rubins
- 2010–2017: Sherlock (Fernsehserie, 14 Episoden)
- 2011: Law & Order: UK (Fernsehserie, Episode 5x04)
- 2011: Best Exotic Marigold Hotel (The Best Exotic Marigold Hotel)
- 2013: Father Brown
- 2014: Delicious
- 2014: Ripper Street (Fernsehserie, 7 Episoden)
- 2015: Containment
- 2015: Birthday (Fernsehfilm)
- 2015: George Gently – Der Unbestechliche (Inspector George Gently; Fernsehserie, Episode 7x03)
- 2015: Victor Frankenstein – Genie und Wahnsinn (Victor Frankenstein)
- 2017, 2021: Back (Fernsehserie, 12 Episoden)
- 2017: Clique (Fernsehserie, 6 Episoden)
- 2018: A Discovery of Witches (Fernsehserie, 6 Episoden)
- 2019: The Widow (Fernsehserie, 5 Episoden)
- 2019: Gomorra: La serie (Fernsehserie, Episode 4x04)
- 2020: Death in Paradise (Fernsehserie, Episode 9x02)
- 2020: Exile (Fernsehserie, 10 Episoden)
- 2022: Brian and Charles
- 2023: Chuck Chuck Baby
- 2023: Lockwood & Co. (Fernsehserie, 4 Episoden)
- 2023: Such Brave Girls (Fernsehserie, 6 Episoden)